# Amanda Ryan
Amanda Ryan, angleška igralka * 10. oktober 1971 London, Združeno Kraljestvo. 
Amanda Ryan je najbolj znana po svoji vlogi v priljubljeni komični drami Channel 4's popular comedy drama Shameless as Sgt. Carrie Rogers in po njenem nastopu v komediji Funeral for a Friend "Walk Away". 

## Kariera
Prva vloga Amande Ryan je bila, ko je igrala Lettice Howard, izmišljeno ljubimko vojvodine Norfolk v filmu Oskarja leta 1998 z Elizabeth v glavni vlogi Cate Blanchett. 
Leto 1997 je Ryan igrala Joanno v filmu Metroland, ki temelji na istoimenskem romanu iz leta 1980 Juliana Barnesa. Igrala je v epizodi Inšpektorja Morseja "The Daughters of Cain" v vlogi Kay Brooks. Nastopila je v produkcijah, kot so BBC-jeve serije Attachments, v filmu Britannic leta 2000 in v televizijskih priredbah The Forsyte Saga ter kot Agnes Wickfield v adaptaciji BBC-ja romana Charlesa Dickensa iz leta 1999 Davida Copperfielda, v zadnjem času pa tudi kot Verity Wright v EastEndersu.
Njena kariera vključuje britanskih produkcijah filma Patrick Marber Closer, Simon Gray's Otherwise Engaged, Chekhov's The Wood Demon leta 2008 v delu Cathy v adaptaciji Wuthering Heights avtorja April De Angelis.

## Filmografija
| Leto        | Film                            | Vloga             | Drugo |
| ----------- | ------------------------------- | ----------------- | ----- |
| 1997        | Joanna                          | Metroland         |       |
| 1998        | Elizabeth                       | Lettice Howard    |       |
| 1999        | Simon Magus                     | Sarah             |       |
| 2000        | Britannic                       | Vera Campbell     |       |
| 2001        | Skrivnosti inšpektorja Lynleyja | Deborah St. James |       |
| 2002        | Whoosh                          | Josie             |       |
| 2003        | Pravi človek                    | Greta Banham      |       |
| 2004        | Stealing Lives                  | DV Karen Hearst   |       |
| 2005        | Vesel Božič                     | Julia             |       |
| 2005        | Red Mercury                     | Electra           |       |
| 2006        | Neverjetna gospa Pritchard      | Ronnie Johnson    |       |
| 2007        | Sparkle                         | Kate              |       |
| 2007        | EastEndres                      | Verity            |       |
| 2007 - 2009 | Brezsramno                      | Carrie Rogers     |       |